# Dromornithidae
I dromornitidi (Dromornithidae), altrimenti noti con il nome aborigeno di mihirungs, sono un gruppo di uccelli noti esclusivamente allo stato fossile, vissuti in Australia tra l'Oligocene e il Pleistocene (tra 35 milioni di anni fa e 10.000 anni fa).

## Gli uccelli giganti dell'Australia
Inetti al volo, questi uccelli avevano un'altezza compresa tra un metro e mezzo e tre metri. Le forme più grandi, come Dromornis stirtoni del Miocene superiore, potevano sfiorare i 500 kg di peso ed erano tra i più grandi uccelli mai esistiti, di dimensioni paragonabili a quelle dell'uccello elefante del Madagascar o dei moa della Nuova Zelanda. In generale, i mihirungs erano dotati di zampe posteriori lunghe e poderose, un corpo compatto e le ali atrofizzate. Il cranio, conosciuto per frammenti fino agli anni '90, è ben noto solo per Bullockornis planei del Miocene inferiore. Questo cranio, contrariamente a quanto fino a quel momento ritenuto, è alto e grosso, dotato di un poderoso becco, che lo faceva assomigliare vagamente alla testa dei grandi uccelli gastornithidi dell'Eocene, come Gastornis. Probabilmente Bullockornis e le forme simili dovevano essere carnivori, e rappresentavano i massimi predatori del loro ecosistema.

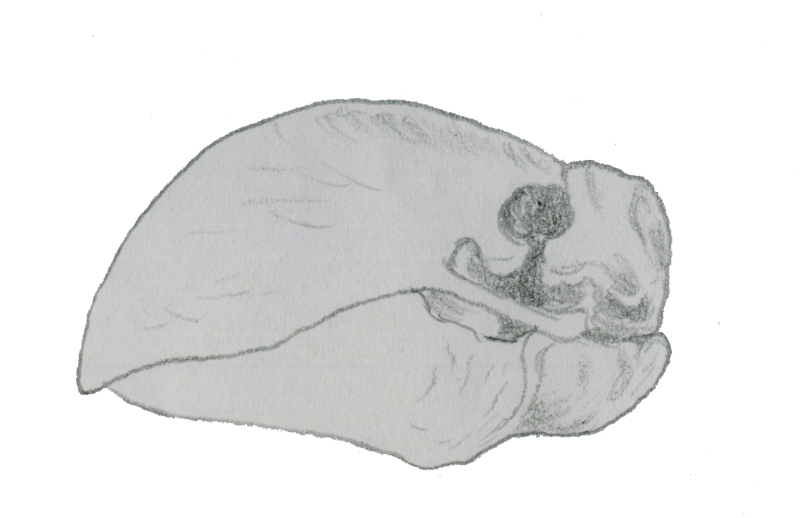
Ricostruzione del cranio di Bullockornis planei

## Grandi oche carnivore?
Fin a pochi anni fa i mihirungs erano ritenuti stretti parenti dei casuari e degli emù, soprattutto in base a presunte somiglianze dello scheletro. I resti del cranio di Bullockornis hanno invece evidenziato insospettabili parentele con le anatre e le oche (Anseriformes). La forma più antica di dromornitide, e anche la più piccola, è Barawertornis, dell'Oligocene. Tra i dromornitidi vi erano forme dalla corporatura pesante (Bullockornis e Dromornis) e altre dalla corporatura snella, probabilmente veloci corridori (Ilbandornis). L'ultimo genere noto, Genyornis, si estinse alla fine del Pleistocene e fu contemporaneo dei primi esseri umani abitatori dell'Australia.